# Laugerie-Haute

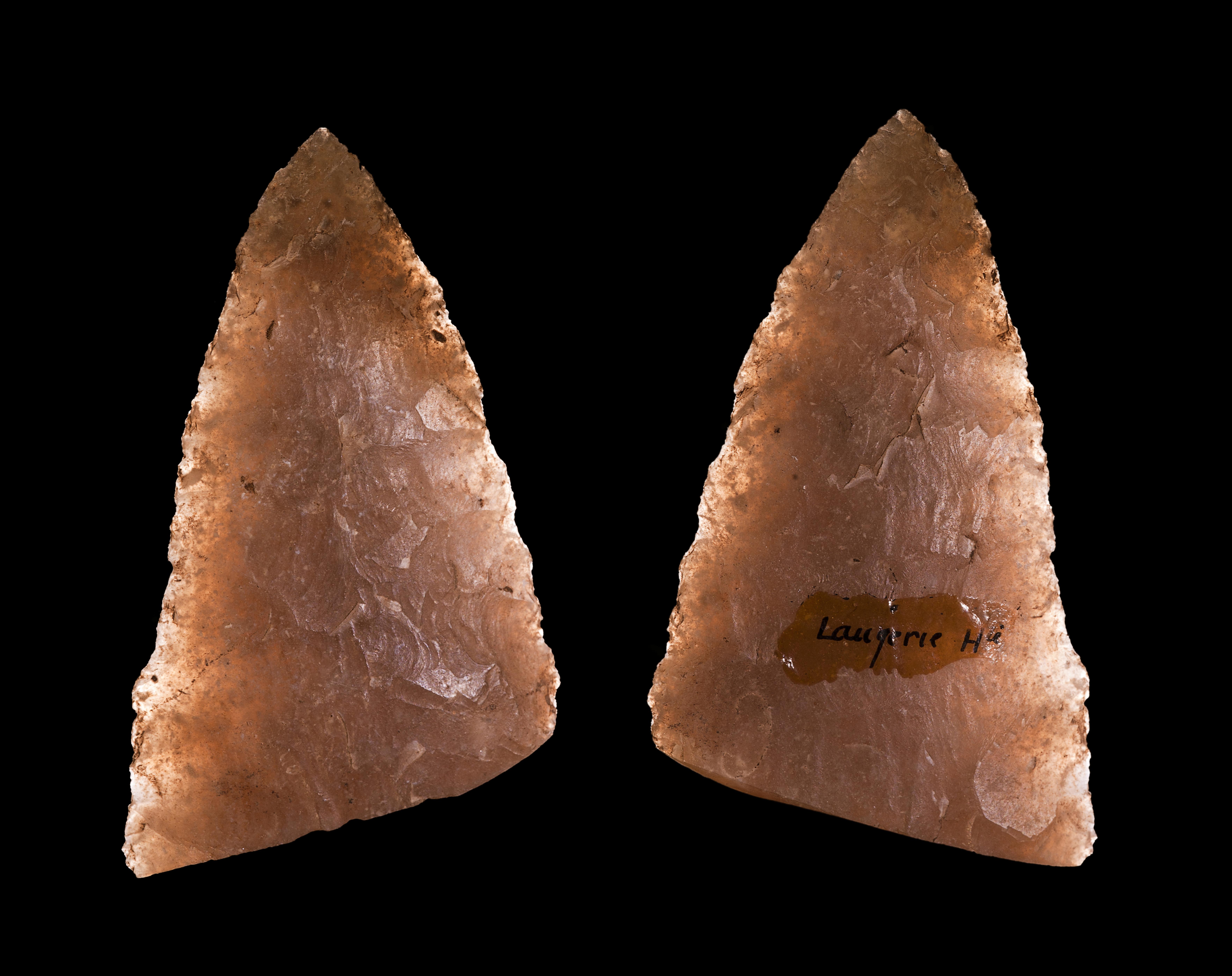
Full de llorer solutrià. Edouard Lartet

Laugerie-Haute és un jaciment arqueològic d'època paleolítica situat al  municipi de Les Eyzies-de-Tayac-Sireuil, al departament de la Dordonya, al sud-oest de França. Va ser declarat Patrimoni de la Humanitat per la UNESCO l'any 1979, i forma part dels «llocs prehistòrics i grutes decorades de la vall del Vézère», amb el codi 85-007.
Es tracta d'un abric rocós sobre la ribera dreta del riu Vézère.
Les  excavacions van permetre descobrir nombroses eines en os i en sílex en aquest extens jaciment de vora 200 m de longitud. L'abric va subministrar rastres d'ocupacions durant el gravetià, de solutrià i del magdalenià, cosa que representa un període comprès entre fa 24.000 i 15.000 anys.
El lloc és accessible al públic. El Centre dels monuments nacionals (Centre des monuments nationaux) hi organitza algunes visites guiades.